# XV век до н. э.
XV (пятна́дцатый) век до на́шей э́ры по пролептическому юлианскому календарю — век с 1 января 1500 года до н. э. по 31 декабря 1401 года до н. э. Это 6-й век 2-го тысячелетия до н. э. Ему предшествовал XVI век до н. э., за ним следовал XIV век до н. э. Закончился 3425 лет назад.

## Правители
- Фараоны Древнего Египта: Тутмос I, Тутмос II, Хатшепсут, Тутмос III, Аменхотеп II, Тутмос IV, Аменхотеп III
- Цари хеттов: Аллувамна, Хантили II, Тахурваили, Циданта II, Хуцция II, Муваталли I, Тудхалия II, Арнуванда I, Хаттусили II
- Цари Митанни: Кирта, Шуттарна I, Парраттарна, Паршататар, Шауштатар, Артатама I
- Цари Ассирии Пузур-Ашшур III, Энлиль-нацир I, Нур-или, Ашшур-шадуни, Ашшур-раби I, Ашшур-надин-аххе I, Энлиль-нацир II, Ашшур-нирари II, Ашшур-бел-нишешу, Ашшур-рем-нишешу, Ашшур-надин-аххе II
- Цари Страны Моря Акуруланна (Экурдуанна ?) (ок. 1500), Меламкур-курра, Эйягамиль (ок. 1460)
- Цари Вавилона Каштилиаш III, Улам-Буриаш, Агум III, Караиндаш I
- Цари Элама для данного периода неизвестны
- Цари Ямхада Никм-Эпа II, Илимилимма II
- Цари Шан Сяо Цзя, Юн Цзи, Тай У, Чжун Дин, Вай Жэнь, Хэ Дань Цзя
- См. также Список глав государств в 1500 году до н. э.

## События

### Египет
- 1492—1479 (1518—1504 или 1538—1525) — фараон Тутмос II, сын Тутмоса I. Подавление восстания эфиопов. Борьба с азиатскими кочевниками.
- 1478—1458 (1503—1483 или 1525—1503) — переворот Хатшепсут. Царица Хатшепсут, регент при малолетнем Тутмосе III, берет власть в свои руки. Регентство Хатшепсут (ок. 1496—1458) (ок. 1520—1483), вдовы и сводной сестры Тутмоса II. Мирный поход в Южное Красноморье (Пунт). Создание зодчим Сененмутом поминального храма царицы в Фивах (около Дер ал-Бахри).
- 1457—1437 — единоличное правление Тутмоса III в Древнем Египте. Фараон Тутмос III, сын Тутмоса II и наложницы. Женат на дочери Хатшепсут. Проведение 17 успешных военных походов, которые подчиняют египетской власти территории от Евфрата до 4-го порога Нила. Расширение владений в Эфиопии. Оккупация части Кипра египтянами.
- 1457 — поход Тутмоса III в Палестину и Сирию. 26 апреля — победа при Мегиддо над силами сирийско-палестинских правителей во главе с правителем Кадеша.
- 1456 — взятие Тутмосом Мегиддо после семимесячной осады.
- 1446 — Тутмос принуждает митаннийское войско уйти за Евфрат. Тутмос переправляется через реку. Захват нескольких городов Митанни.
- 1444 — победа Тутмоса над Митанни.
- 1437 — Взятие египтянами Кадеша.
- 1425—1401 (1450—1419 или 1448—1423) — фараон Аменхотеп II, сын Тутмоса III. Эфиопия, Сирия и Палестина платили дань. Ливия и Пунт также присылали дары. Походы по Сирии и Палестине в поисках добычи и для подавления мятежей.
- 1401—1391 (1419—1386 или 1423—1408) — фараон Тутмос IV, сын Аменхотепа II. Походы в Сирию и Палестину. Сближение с Митанни. Женитьба Тутмоса на дочери Артатамы, царя Митанни. Подавление восстания в Эфиопии.

### Ближний Восток
- Ок. 1500 (ок. 1550) — царь Митанни Сауссадаттар (Шаушшатар). Митанни контролирует области от Северной Сирии до Ашшура. Сауссадаттар захватывает Ассирию. Ассирия находится в зависимости от Митанни.
- Ок. 1500 — основание города Нахичевань[1] (в настоящее время город в Азербайджане)
- Начало 15 века — усиление Вавилонии.
- Ок. 1450 — основание так называемого Нового Хеттского царства.
- Середина 15 века — царь Ассирии Ашшурнадинаххе.
- Вторая половина 15 века — Ослабление Митанни. Египетские войска оттесняют митаннийцев из Сирии за Евфрат.

### Средняя Азия
- Андроновская культура в Казахстане и Саяно-Алтае.

### Другие регионы
- Ок. 1500 — ок. 900 — цивилизация ольмеков на Юкатане.
- Ок. 1500 — ок. 600 — цивилизация ольмеков в Мексике.
- Ок. 1500 — основание финикийцами Танжера в Сев. Африке.
- Середина XV века — господство Микен в Эгейском бассейне.
- Середина XV века — разрушение большинства критских дворцов. Завоевание Крита микенцами.
- 1401—1373 — царь Шан (Инь) Пань Гэн.
- Ок. 1400 — основание италийскими племенами города Равенна.
- XV—XIII века — Микенская цивилизация в Греции.
- Начало XV века — ок. 1300 — «династия купольных гробниц» в Микенах.
- Первая половина XV века — завоевание Крита ахейцами.
- Ок. 1400 (1423) — завоевание Крита микенцами. Начало правления Миноса.
- Ок. 1400 — основание купцами из Аркадии первой греческой колонии на Кипре.
- Ок. 1400 — укрепление афинского акрополя.